# Marcus Stroud
Marcus LaVar Stroud (Thomasville, 25 giugno 1978) è un ex giocatore di football americano statunitense che ha militato nel ruolo di defensive tackle nella National Football League (NFL).

## Carriera

### Jacksonville Jaguars
Al college Stroud giocò a football a Georgia. Fu scelto come tredicesimo assoluto nel Draft NFL 2001 dai Jacksonville Jaguars. La classe del 2001 è considerata dagli esperti una delle migliori della storia per i defensive tackle e Stroud fu uno dei suoi migliori rappresentanti, assieme agli altri Pro Bowler Richard Seymour, Casey Hampton e Kris Jenkins. Assieme a John Henderson formò una delle migliori coppie della NFL nel suo ruolo.
Durante il suo periodo a Jacksonville, Stroud mise a segno 22 sack e 256 tackle, disputando 100 partite. Nelle prime cinque stagioni non saltò una sola gara e fu convocato per il Pro Bowl per tre anni consecutivi dal 2003 al 2005.
Nel 2007 Stroud fu sospeso per quattro partite per essere risultato positivo a un test antidoping.

### Buffalo Bills
Il 1º marzo 2008 Stroud fu ceduto ai Buffalo Bills per una scelta del terzo giro del Draft NFL 2008.
Stroud divenne immediatamente uno dei giocatore chiave della difesa di Buffalo, che l'anno precedente si era classificata penultima nella lega, salendo al quattordicesimo posto nel 2008. I Bills partirono bene, vincendo cinque delle prime sei gare, prima di avere un calo e terminare con un bilancio di 7-9.
Il 7 aprile 2009 Stroud firmò un'estensione contrattuale biennale del valore di 16 milioni di dollari. Fu svincolato il 16 febbraio 2011.

### New England Patriots
Il 1º marzo 2011 Stroud firmò con i New England Patriots un contratto biennale ma fu svincolato dopo cinque mesi il 28 luglio. Nel giugno 2012 firmò un contratto di giorno per ritirarsi come membro dei Jaguars.

## Palmarès
- Convocazioni al Pro Bowl: 3

2003, 2004, 2005
- Second-team All-Pro: 1

2003